# Kapodaszter

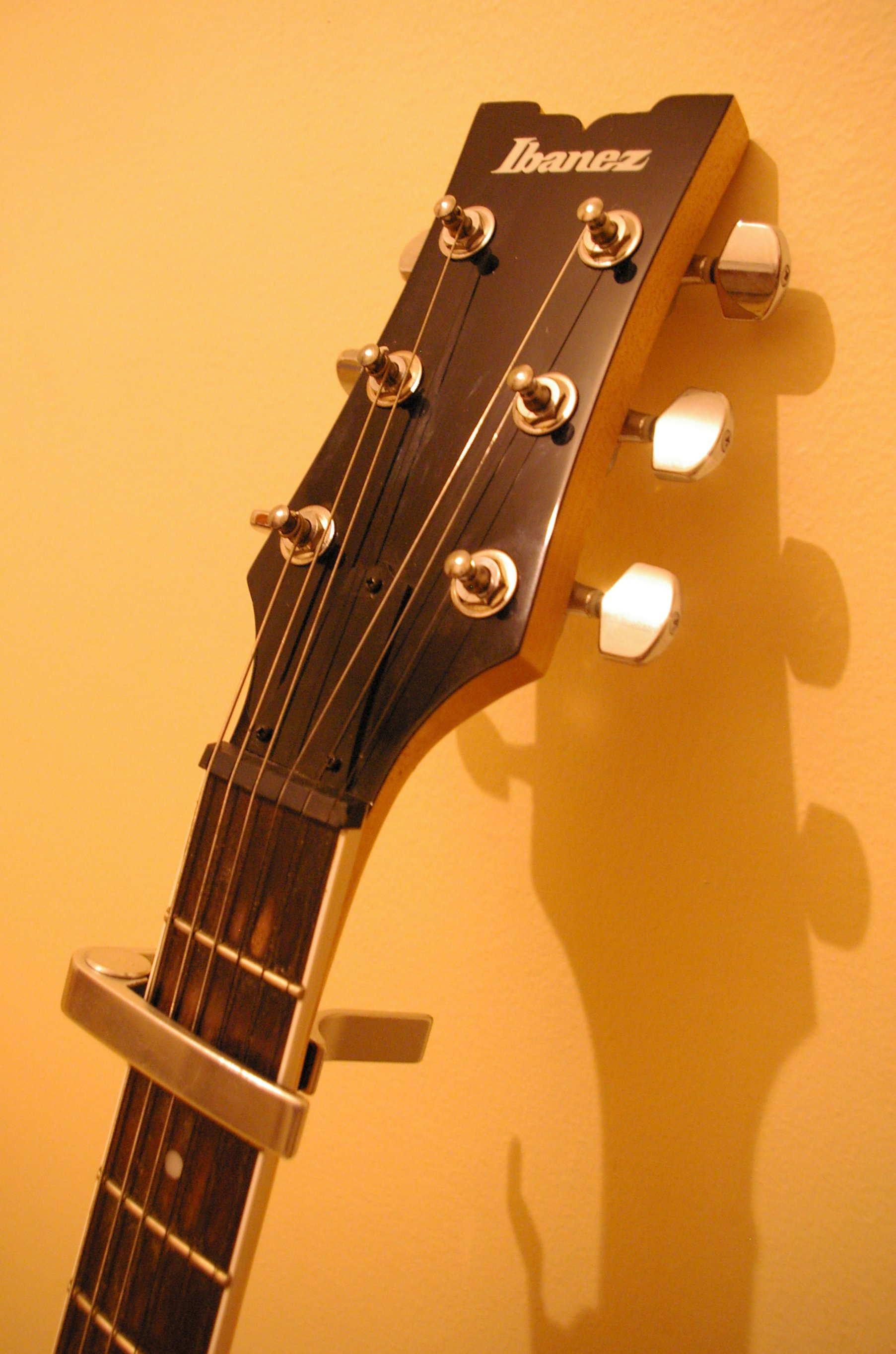

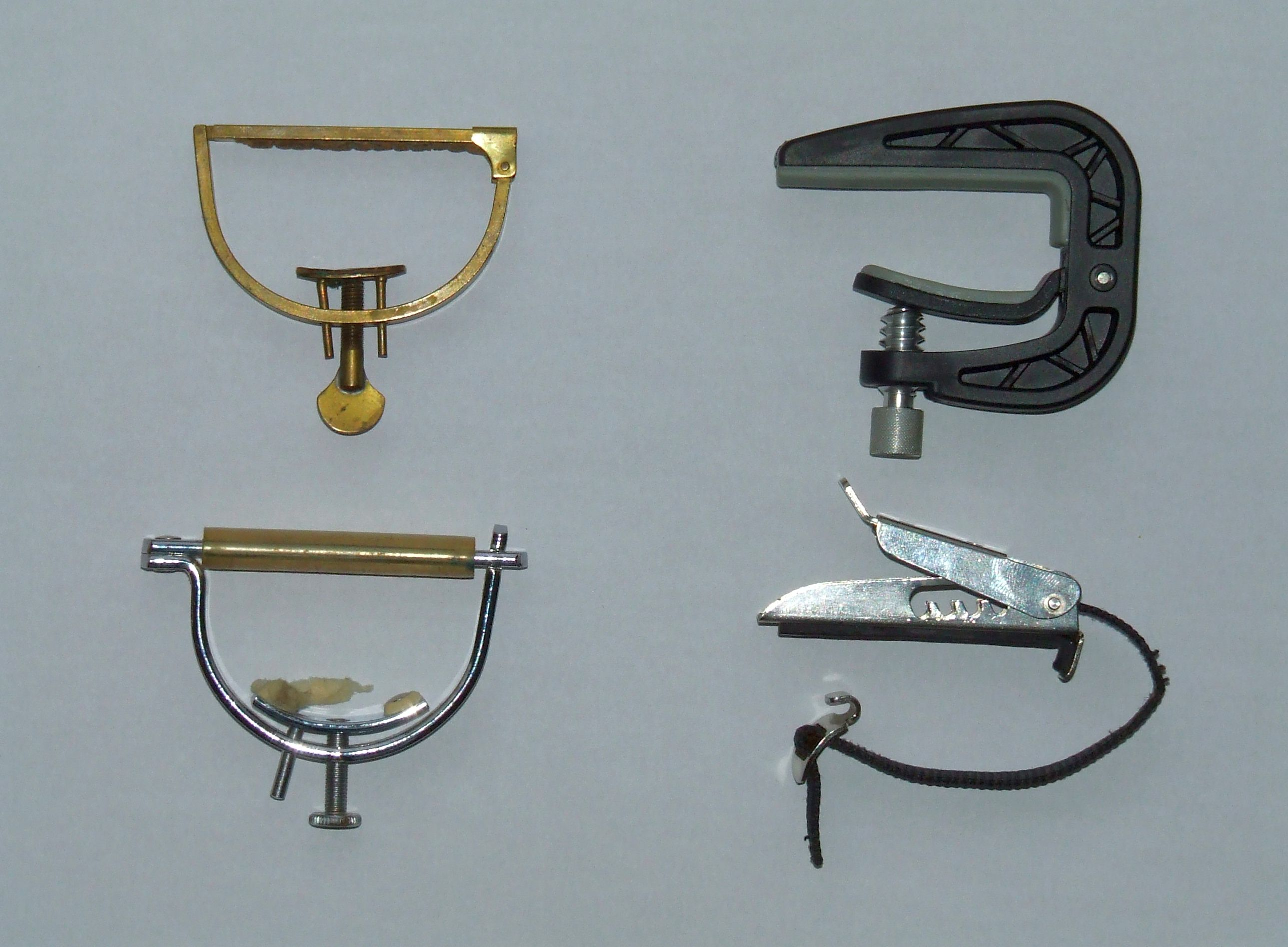
Négy különböző stílusú kápó

A kapodaszter (az olasz capotastóból) vagy kápó egy olyan eszköz, mely a gitár fogólapjára, az érintők közé rögzítve megváltoztatja mind a hat üres húr hangmagasságát. Tekinthető akár plusz mutatóujjnak, amely barréfogással leszorítja a húrokat. A kapodaszter segítségével könnyebben transzponálhatóak a dalok.
A gitár minden érintője egy félhangnyi lépést jelent, így a kápót az első érintőre helyezve minden üres húr a normál hangolásnál fél hanggal magasabban fog szólni, és így tovább.
A jó kápó minden húrra ugyanakkora nyomást fejt ki. Ha a nyomás túl kicsi, a húrok nem nyomódnak megfelelően az érintőkhöz, és zörögnek, a túl nagy nyomás pedig kissé megnyújtja a húrokat, azaz megemeli a hangmagasságot, ami hatással van a hangolásra. A kápót érintőhöz közel helyezve kisebb az esélye, hogy megnyújtja – azaz elhangolja – a húrt.

## Forma
Külön kápó használatos egyenes és domború fogólapokhoz, hiszen az eszköznek aránylag egyenlő erővel kell lenyomnia a húrokat. Rádiuszos fogólapú elektromos gitárok esetén domború fogólaphoz igazodó kápót kell használni.
Egyes modellek idomulnak a hangszerhez, így bármilyen rádiuszú nyakon használhatók.

## Gyors szerelhetőség
Ajánlatos könnyen fel-, illetve leszerelhető kápót használni. Néhány modell készenléti helyzetbe állítható: felcsúsztatható a fejre a felső nyereg fölé, így bármikor gyorsan rögzíthető.